# Basilan
Basilan est une île et une province du Sud des Philippines située dans la région Bangsamoro. C'est la plus grande et la plus septentrionale des îles principales de l'archipel de Sulu.
Isabela City, sa capitale, est située juste au sud de l'extrémité de la péninsule de Zamboanga, à laquelle elle appartient du point de vue administratif. S'y côtoient des chrétiens, des musulmans et des groupes tribaux comme les Tausugs, les Samals, les Bangingihes et les Yakans.

## Géographie

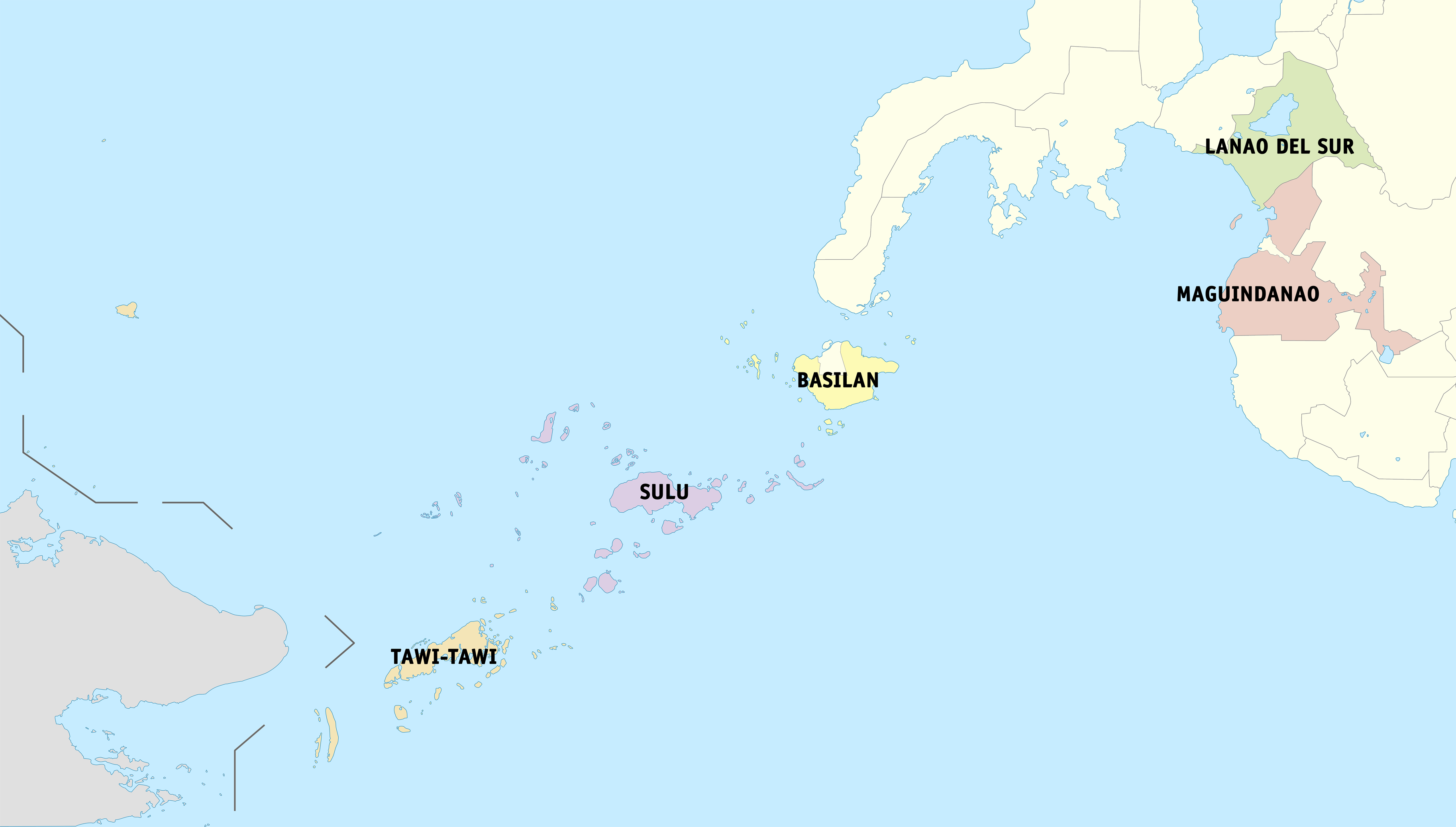
Basilan dans l'archipel des Sulu)

L'île de Basilan est située en   mer de Célèbes et est  bordée par le détroit de Basilan au nord qui la sépare de la partie continentale de Mindanao situé à trente-et-un kilomètres, et par la mer de Sulu sur  sa côte ouest. Parmi les autres îles composant la province, Bubuan, Tabuan-Lasa et Tapiantana sont entièrement en mer de Célèbes, tandis que Tamuk, le groupe d'îles Coalargo (Hadji Mohamed, Manangal, etc.) ainsi que les îles Baluk, Dassalan et Sangboy sont bordées sur toutes leurs côtes par la mer de Sulu.
La province englobe l'île de Basilan (à l'exclusion d'Isabela City), ainsi que toutes les îles voisines. Sa superficie est de 1 379 km2, dont 1 265 pour la seule île de Basilan. Sa population s'élève à 293 322 habitants en 2010. 
Son relief est accidenté et compte une vingtaine de volcans dont le Lemitan qui culmine à 1 000 mètres. La population se concentre sur les plaines côtières et quelques vallées du piémont. L'île est généreusement boisée et l'exploitation forestière constitue sa principale ressource. Les sols arrosés par la mousson d'été sont très fertile.

## Histoire
Les premiers habitants de l'île sont les Négritos. Vers le IIIe siècle av. J.-C. l'île est occupée par les Yakans, un des groupes appartenant à l'ethnie Moro. On connaît peu de choses d'eux avant l'ère de la colonisation espagnole, mais il reste à ce jour le groupe le plus important de l'île. Lors de l'extension du Sultanat de Sulu, un autre groupe Moros, les Tausugs (ou Sukuk), envahit les zones côtières et refoule les Yakans à l'intérieur des terres, à l'exception de Lamitan où ces derniers restent propères.
Basilan est colonisé par les Espagnols dès 1636 et l'île est cédée officiellement à l'Espagne par le sultanat du Sulu en 1726. 
Une partie de la population a été convertie au catholicisme, le fond restant musulman. 
Les États-Unis prennent possession des Philippines à l'issue de la Guerre hispano-américaine, puis, après l'occupation japonaise, durant la Seconde Guerre mondiale, le pays acquiert son indépendance.   
En 1973, Basilan est érigé en province par le président Marcos. Elle est rattachée à la Région autonome en Mindanao musulmane en 2001 qui est remplacée en 2019 par la région Bangsamoro.

## Villes et municipalités
Villes
- Isabela City, capitale de la province, mais reste rattachée administrativement à la région de la péninsule de Zamboanga
- Lamitan, a obtenu le statut de ville par décision de la Cour suprême des Philippines en 2011

Municipalités
- Akbar, créée en 2005
- Al-Barka, créée en 2005
- Hadji Mohammad Ajul, créée en 2006
- Hadji Muhtamad, occupe le groupe d'îles Coalargo située à l'ouest de Basilan
- Lantawan
- Maluso, s'étend également sur quelques îles côtières
- Sumisip
- Tabuan-Lasa, occupe le groupe d'îles au sud de Basilan
- Tipo-Tipo, amputée de Al-Barka et Ungkaya Pukan
- Tuburan, amputée de Akbar et Hadji Mohammad Ajul
- Ungkaya Pukan, créée en 2006